# Attila Keresztes
Attila Keresztes   (Budapest, 18 de gener de 1928 - Budapest, 27 de setembre de 2002) fou un tirador d'esgrima hongarès, posteriorment nacionalitzat estatunidenc, especialista en sabre, que va competir durant les dècades de 1950 i 1960.
El 1956 va prendre part en els Jocs Olímpics d'Estiu de Melbourne, on guanyà la medalla d'or en la competició de sabre per equips del programa d'esgrima. Durant els Jocs va tenir lloc la revolució hongaresa i Keresztes, com molts altres esportistes hongaresos, va decidir desertar i no tornar a Hongria. S'instal·là als Estats Units, on continua la seva carrera esportiva. Guanyà el campionat nacionals de sabre de 1964, i aquell mateix any va representar el nou país d'acollida als Jocs de Tòquio, on quedà eliminat en sèries de les dues proves que disputà.
En el seu palmarès també destaca una medalla d'or al Campionat del Món d'esgrima de 1955.